# 말레이호저
말레이호저(Hystrix brachyura)는 호저과에 속하는 설치류의 일종이다. 남아시아와 동남아시아에 서식하는 현존 3종의 아종으로 이루어져 있다. 
몸 길이) 70cm. 꼬리 길이 10cm. 체중 8kg. 상반신은 암갈색의 짧고, 하반신은 검은 가로 줄무늬가 들어가는 긴 가시 모양의 체모로 덮인다. 머리에는 귀가 없거나 있어도 15cm 이하로 별로 발달하지 않는다.

## 지리적 분포
말레이호저는 네팔부터 북동인도(아루나찰프라데시 주와 시킴 주, 서벵골 주, 마니푸르 주, 미조람 주, 메갈라야 주 그리고 나갈랜드 주)를 거쳐, 중국 중부와 남부(티베트 자치구, 하이난성, 윈난성, 쓰촨성, 충칭 시, 구이저우성, 훈난 구, 광시 좡족 자치구, 광둥성, 홍콩, 푸젠성, 젠시구, 저장성, 상하이시, 장쑤성, 안후이성, 허난성, 후베이성, 산시성, 간쑤성), 그리고 미얀마와 타이, 라오스, 캄보디아 그리고 베트남 전역, 말레이반도, 싱가포르, 수마트라섬(인도네시아) 그리고 보르네오섬 전역(인도네시아, 말레이시아, 사라왁, 그리고 브루나이)에서 발견된다. 말레이시아 피낭 주에서도 서식한다. 해수면부터 해발 1300m 사이에서 발견된다.

## 아종
- H. b. brachyura
- H. b. subcristata
- H. b. hodgsoni
- † H. b. punungensis[5]
- H. b. yunnanensis Anderson, 1878
- H. b. bengalensis Blyth, 1851